# Стивен Гардинер
Стивен Гардинер (енгл. Steven Gardiner; Абако острва, 12. септембар 1995.) бахамски је атлетичар, спринтер који се такмичи на 400 и 200 метара. Он је олимпијски шампион 2020. и светски шампион 2019. на 400 м, а такође је освојио сребрну медаљу на Светском првенству 2017. у истој дисциплини. Његово победничко време 43,48 са Светског првенства 2019. сврства га међу десет најбржих тркача на 400 метара икада. Гардинер такође поседује незванични светски рекорд у трци на 300 м у дворани са 31,56 с.

## Одрастање
Гардинер је рођен у Марфи Тауну, у централном Абаку, на Бахамима. Током тинејџерских година Стивен је тренирао одбојку и атлетику. Желео је да пређе на атлетику и трчи 100 и 200 метара, али је његов средњошколски тренер рекао да је превисок, па се определио за трку на 400 метара. Ишао је у школу на Муровом острву, где је био члан атлетског клуба који је тренирао пастор Ентони Вилијамс. Мурово острво је мало острво уз обалу копнених острва Абако.

## Каријера у атлетици
Гардинер је почео да се такмичи на Бахамима 2013. На Светском јуниорском првенству 2014. стигао је до полуфинала на 200 м и шестог места у трци штафета 4 × 400 м.
Његова прва сениорска медаља стигла је на Светском купу у штафетама 2015. које су одржане на Бахамима. Заједно са Рамоном Милером, Мајклом Матјеом и Крисом Брауном освојио је сребро у трци штафета 4 × 400 м. Почео је да се фокусира на 400 м у сезони 2015, када је са резултатом 44,64 секунде победио на Бислет играма, испред Метјуа Хадсон-Смита и Павела Маслака.
2019. победио је у трци на 400 м на Светском првенству у Дохи, завршивши испред фаворизованог Фреда Керлија. Победничко време од 43,48 с, учинило га је тада шестим најбржим човеком у историји ове трке.
Гардинер је победио на 400 метара на Олимпијским играма 2020. са временом 43,85 с.
У јануару 2022. трчао је најбржи дворански резултат свих времена на 300 метара са временом 31,56 с. Због повреде није могао 2022. да одбрани титулу светског шампиона на 400 метара.

## Статистика

### Лични рекорди
| Дисциплина      | Време   | Место одржавања   | Датум            | Напомене                            |
| --------------- | ------- | ----------------- | ---------------- | ----------------------------------- |
| 200 м           | 19.75   | Корал Гејблс, САД | 7. април 2018.   | (+0,3 м/с ветар)                    |
| 300 м           | 31.56   | Колумбија, САД    | 28. јануар 2022. | Незванични светски рекорд у дворани |
| 400 м           | 43.48   | Доха, Катар       | 4. октобар 2019. |                                     |
| Штафета 4×400 м | 2:57,72 | Гејнсвил, САД     | 16. април 2022.  |                                     |

### Међународна такмичења
| Година                | Такмичење                          | Место                        | Позиција              | Дисциплина            | Резултат              | Белешка               |
| Представљајући Бахаме | Представљајући Бахаме              | Представљајући Бахаме        | Представљајући Бахаме | Представљајући Бахаме | Представљајући Бахаме | Представљајући Бахаме |
| --------------------- | ---------------------------------- | ---------------------------- | --------------------- | --------------------- | --------------------- | --------------------- |
| 2014                  | Светско првенство за јуниоре       | Јуџин, САД                   | 12.                   | 200 м                 | 20.89                 | (+1.8 м/с ветар)      |
| 2014                  | Светско првенство за јуниоре       | Јуџин, САД                   | 6.                    | 4×400 м               | 3:08.08               |                       |
| 2015                  | Светско првенство у тркама штафета | Насау, Бахами                | 2.                    | 4×400 м               | 2:58.91               |                       |
| 2015                  | Светско првенство                  | Пекинг, Кина                 | 16.                   | 400 м                 | 44.98                 |                       |
| 2015                  | Светско првенство                  | Пекинг, Кина                 | Дисквалификовани      | 4×400 м               | Без пласмана          |                       |
| 2016                  | Олимпијске игре                    | Рио де Жанеиро, Бразил       | 11.                   | 400 м                 | 44.72                 |                       |
| 2016                  | Олимпијске игре                    | Рио де Жанеиро, Бразил       | 3.                    | 4×400 м               | 2:58.49               |                       |
| 2017                  | Светско првенство у тркама штафета | Насау, Бахами                | 9.                    | 4×400 м               | 3:05.37               |                       |
| 2017                  | Светско првенство у тркама штафета | Насау, Бахами                | 1.                    | 4×400 м микс          | 3:14.42               |                       |
| 2017                  | Светско првенство                  | Лондон, Уједињено Краљевство | 2.                    | 400 м                 | 44.41                 |                       |
| 2019                  | Светско првенство                  | Доха, Катар                  | 1.                    | 400 м                 | 43.48                 |                       |
| 2021                  | Олимпијске игре                    | Токио, Јапан                 | 1.                    | 400 м                 | 43.85                 |                       |
| 2023                  | Светско првенство                  | Будимпешта, Мађарска         | Полуфинале            | 400 м                 | 44.65                 |                       |